# Sjukvårdspartiet Bollnäs
Sjukvårdspartiet Bollnäs är ett lokalt politiskt parti i Bollnäs kommun, som bildades inför valet till kommunfullmäktige 2006. 
I valet till kommunfullmäktige i Bollnäs kommun 2006 fick Bollnäspartiet 5,37 procent av rösterna och erhöll därmed tre mandat i kommunfullmäktige, i valet 2010 5,07 procent av rösterna och två mandat i kommunfullmäktige, i valet 2014 3,24 procent och ett mandat samt i valet till kommunfullmäktige 2018 2,72 procent av rösterna och erhöll därmed ett mandat i kommunfullmäktige.